# Chrotopterus auritus
Chrotopterus auritus là một loài động vật có vú trong họ Dơi mũi lá, bộ Dơi. Chúng được Peters mô tả cấp chi năm 1865 và mô tả cấp loài năm 1856.

## Hình ảnh

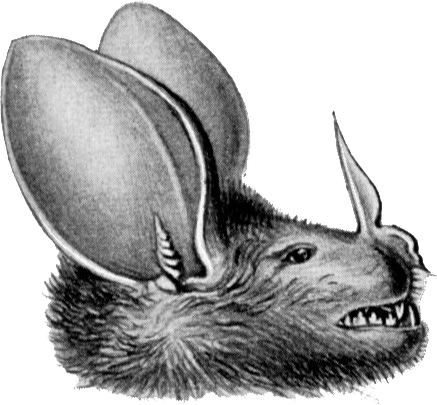
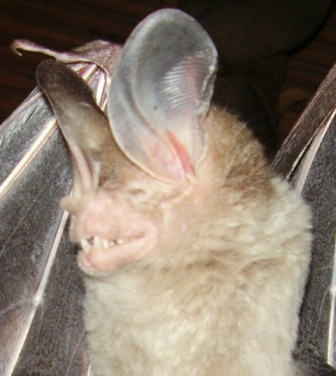
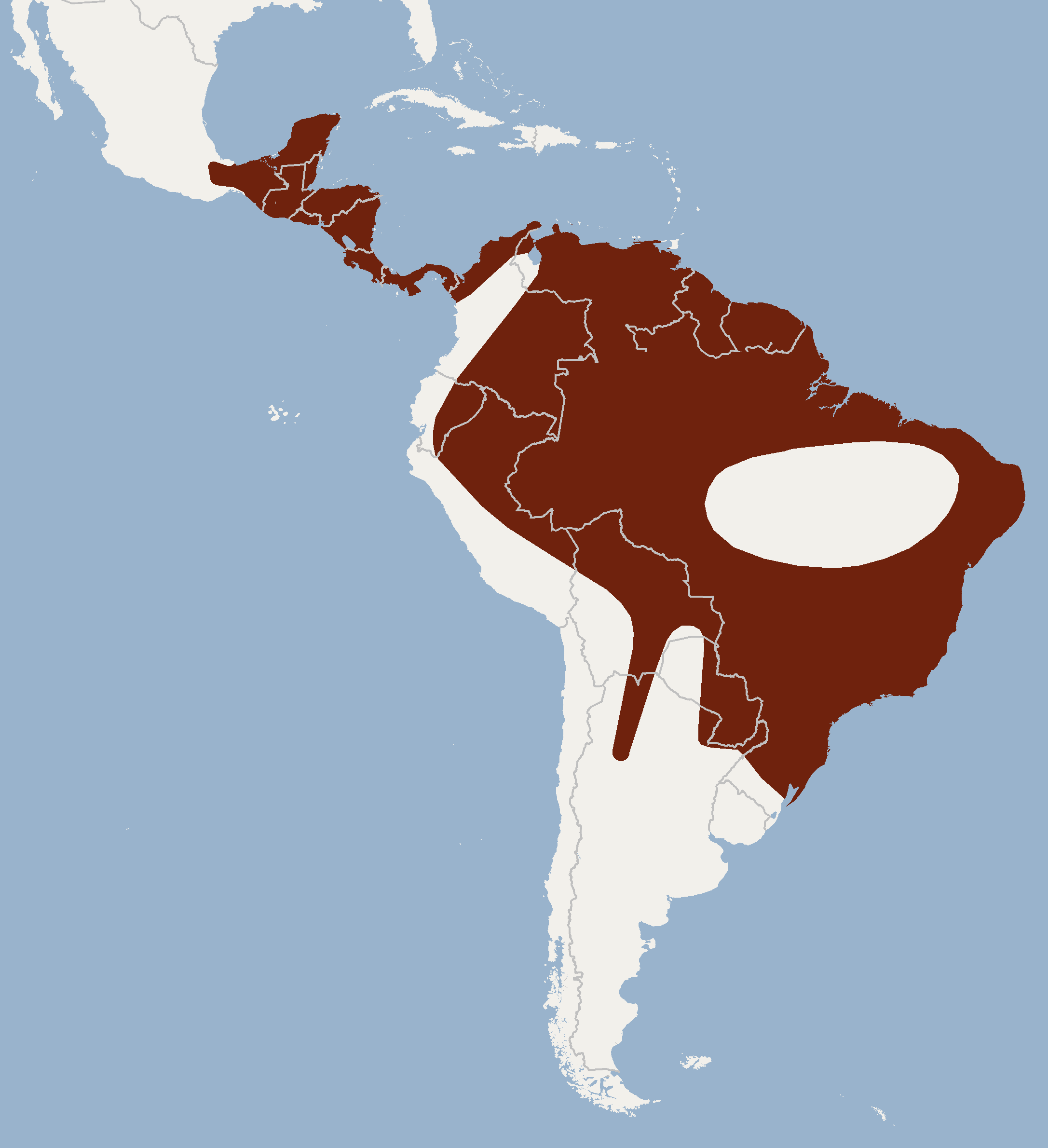
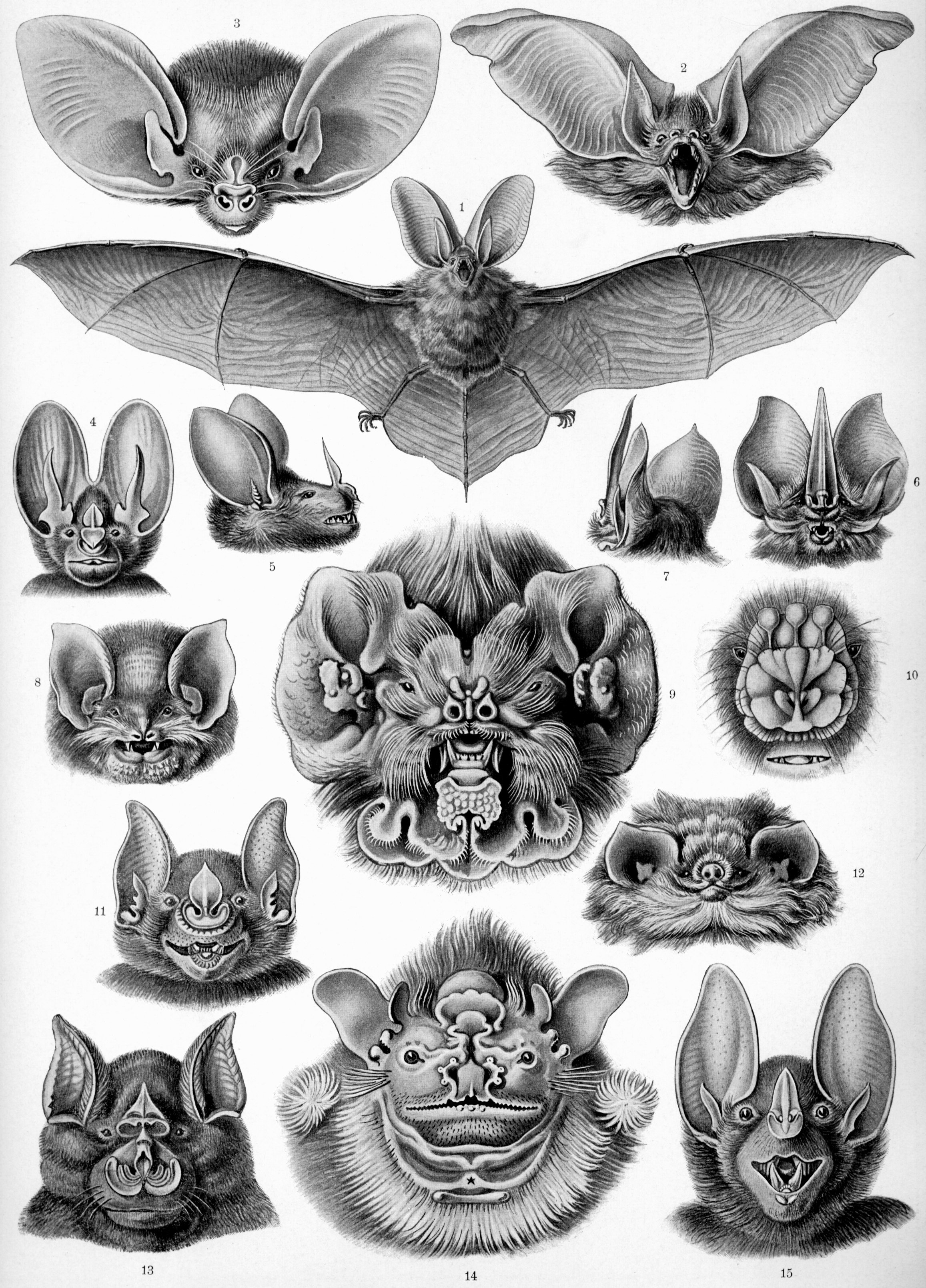